# Melchior Inchofer
Melchior Inchofer (en hongrois Inchofer Menyhért) est un jésuite hongrois, né en 1585, à Vienne ou Kőszeg, selon les sources, et mort le 28 septembre 1648.

## Biographie
Né à Kőszeg en 1585, il s’appliqua d’abord à l’étude de la jurisprudence ; mais il l’abandonna pour les mathématiques et la théologie, et finit par solliciter son admission chez les jésuites. Il était à Rome, où il avait été conduit par le désir de s’instruire ; et aussitôt qu’il eut terminé son noviciat, ses supérieurs l’envoyèrent à Messine, pour y enseigner les mathématiques, dont l’étude était fort négligée en cette ville, depuis la mort de Francesco Maurolico. Dans la vue de se rendre agréable aux habitants de Messine, il publia, en 1629, une dissertation sur la lettre qu’ils prétendent leur avoir été adressée par la Ste-Vierge. Cette pièce, qui montre l’excessive crédulité de l’auteur, fut déférée à la Congrégation de l'Index, et Inchofer cité devant ce tribunal. Il se justifia facilement des reproches qu’on lui faisait ; mais la dissertation demeura supprimée, et on ne lui permit de la reproduire qu’à condition d’en changer le titre, et de retrancher les passages qui seraient indiqués par un commissaire du tribunal. Inchofer passa encore deux années en Sicile, occupé à déchiffrer d’anciens manuscrits ; et il revint ensuite à Rome, où il devait trouver des secours abondants pour l’exécution du projet qu’il avait formé de publier le martyrologe romain avec des notes explicatives et des preuves. Il fut détourné de ce travail par l’évêque d’Eger (György Jakusics), sur l’invitation duquel il se chargea d’écrire l’histoire ecclésiastique de Hongrie. Le premier volume de cet ouvrage resta plusieurs années entre les mains des censeurs, avant qu’on pût obtenir la permission de l’imprimer. Dans l’intervalle, Inchofer avait eu une dispute assez vive avec Zaccaria Pasqualigo, qui soutenait qu’il était permis de mutiler les enfants pour donner plus d’agrément à leur voix ; et Inchofer, pour avoir réfuté les pitoyables arguments de son adversaire, s’était fait des ennemis de tous les musiciens. Le séjour de Rome lui devint donc insupportable ; et il sollicita de ses supérieurs la direction d’un collège où il pourrait reprendre son travail sur le martyrologe ; on lui assigna celui de Macerata, d’où il passa quelques années après à Milan, afin de prendre connaissance des manuscrits de la Bibliothèque Ambrosienne, relatifs à son objet ; mais il mourut dans cette ville, épuisé de fatigues, le 28 septembre 1648, à l’âge de 64 ans.

## Œuvres
On a de lui : 

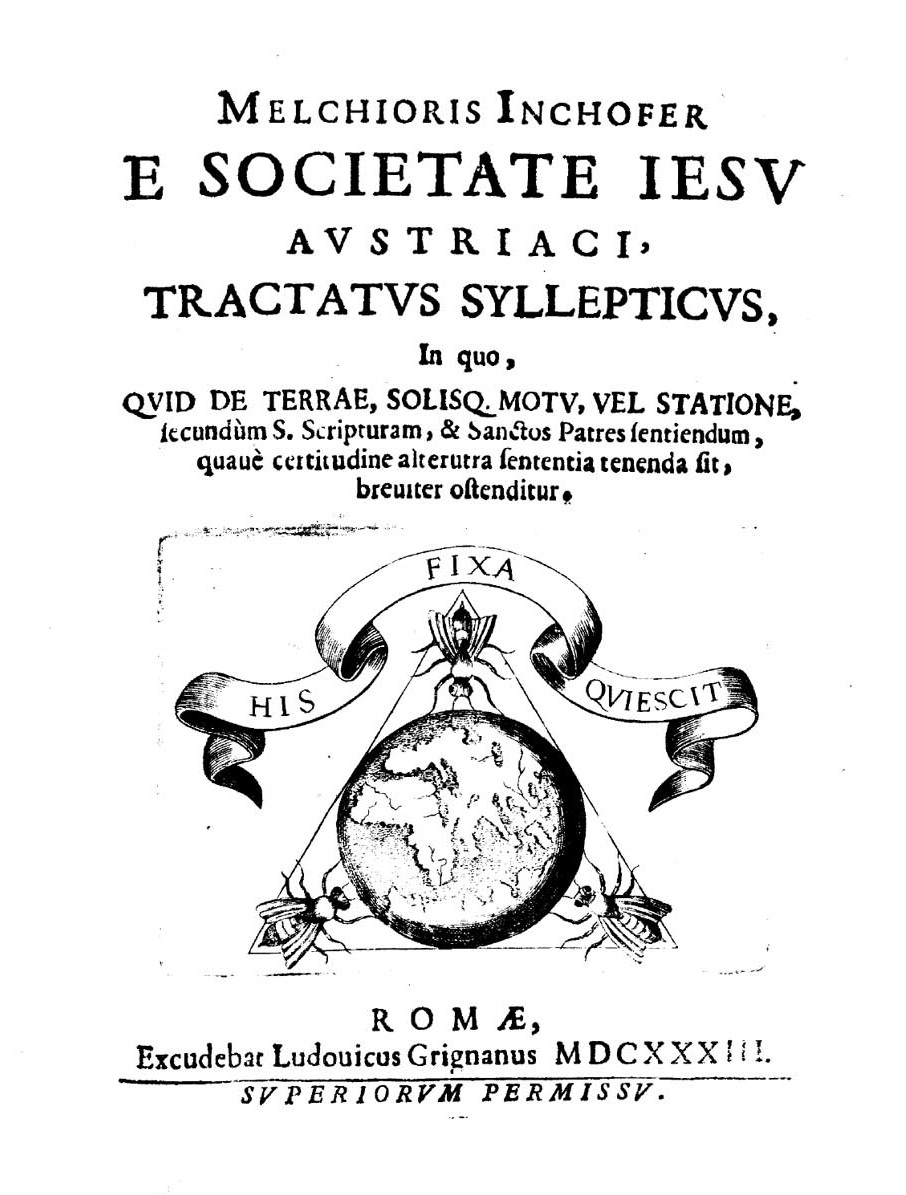
Tractatus syllepticus, 1633

- Epistolæ B. Mariæ Virginis ad Messanenses veritas vindicata ac erudite illustrata, Messine, 1629, in-fol., première édition fort rare ; la seconde est intitulée De epistola B. Mariæ Virginis ; et quoique imprimée à Rome, elle porte l’indication de Viterbe, 1632, parce qu’on sentit qu’il serait inconvenant qu’un livre publié sans approbation parût l’avoir été sous les yeux mêmes de la censure.
- Tractatus sylleplicus, in quo quid de terræ solisque motu vel statione secundum sacram Scripturam sentiendum, etc., Rome, 1633 (lire en ligne). L’auteur y combat le système de Copernic et de Galilée ; mais il emploie les citations plus que les raisonnements. Un passage d’une lettre d’Holstenius à Peiresc, rapporté dans les Mémoires de Niceron (t. 35, p. 529), fait soupçonner Inchofer d’avoir été l’un des persécuteurs de Galilée.
- Historia sacræ latinitatis, hoc est de variis linguæ latinæ mysteriis, Messine, 1635, in-4° ; Munich, 1638, in-8° . Cet ouvrage est plein de recherches curieuses ; mais on y trouve entre autres idées singulières que les bienheureux s’entretiendront quelquefois en latin dans le ciel.
- Annales ecclesiastici regni Hungariæ, vol. 1, Rome, 1644 (lire en ligne). Ce volume, qui est rare, est le seul qui ait paru ; il ne va que jusqu’à l’an 1059 ; il a été réimprimé à Presbourg de 1795 à 1797, en 4 volumes in-8°.
- De eunuchismo dissertatio ad Leon. Allatium. Elle est imprimée dans les Symmicta d’Allacci, lib. 2, p. 397-415.
- Quelques petits ouvrages contre Scioppius ; comme Inchofer craignait de se compromettre avec ce fougueux adversaire, il les publia sous le pseudonyme d’Eugenius Lavanda. Il a laissé des mémoires sur le droit, l’histoire ecclésiastique, l’astronomie, etc., indiqués dans les Apes urbanæ d’Allacci, et dans la Bibliothèque du P. Sotwel ; mais c’est par erreur qu’on lui a attribué la Monarchie des Solipses, satire virulente contre la Compagnie de Jésus. Son confrère, le P. Casimir Oudin, a démontré, par des raisons sans réplique, que cet ouvrage appartient à Giulio Clemente Scotti.

## Source
Cet article comprend des extraits du Dictionnaire Bouillet. Il est possible de supprimer cette indication, si le texte reflète le savoir actuel sur ce thème, si les sources sont citées, s'il satisfait aux exigences linguistiques actuelles et s'il ne contient pas de propos qui vont à l'encontre des règles de neutralité de Wikipédia.